# Fred S. Jackson
Fred Schuyler Jackson, född 19 april 1868 i Miami County i Kansas, död 21 november 1931 i Topeka i Kansas, var en amerikansk politiker (republikan). Han var ledamot av USA:s representanthus 1911–1913.
Jackson efterträdde 1911 James Monroe Miller som kongressledamot och efterträddes 1913 av Dudley Doolittle.